# 五嶋龍
五嶋龍（日语：／ Gotō Ryū，1988年7月13日—）是一名美國小提琴家。五嶋是一位神童，七歲時就在日本札幌舉辦的太平洋音樂節上首次登台演出，並因此受到關注。2006年，他在日本12個城市的首次巡迴演出一票難求。

## 早年生活
五嶋的母親是一名小提琴家。他同父異母的姐姐五嶋綠是國際知名的小提琴家。五嶋三歲開始拉小提琴。他和同父異母的姊姊能成為音樂家，母親功不可沒。

## 職業生涯
五嶋曾以獨奏家身分與倫敦交響樂團、奧菲斯室內樂團、上海愛樂樂團、美國國家交響樂團、倫敦愛樂樂團、義大利托斯卡尼尼交響樂團、紐西蘭交響樂團、班貝格交響樂團、新交響樂團（保加利亞）、歐盟青年管弦樂團、溫哥華交響樂團和南非克欽邦愛樂樂團在世界各地演出。五嶋曾在卡內基音樂廳、甘迺迪藝術中心、東京三得利音樂廳、雪梨歌劇院、上海大劇院、臺北國家音樂廳、維也納音樂協會大樓、慕尼黑赫爾庫萊薩爾音樂廳和加斯提格愛樂音樂廳等著名音樂廳演出。
2003年，五嶋在世界貿易中心遺址舉行的9-11官方紀念儀式上表演，2005年在廣島和長崎舉行的和平紀念音樂會上表演。2005年，環球音樂集團將五嶋簽約至其德意志留聲機唱片公司。2009年，五嶋在韓國與Ditto Ensemble合作演出，並計劃於2010年夏天在日本與他們合作演出。2010年，他首次亮相卡內基音樂廳。 2014年，他代表日本參加在墨西哥舉行的國際塞萬提諾音樂節。
五嶋於2011年畢業於哈佛大學，獲得物理學士學位。他經常與巴赫協會管弦樂團合作演出。

## 演奏風格
五嶋受到吉米·亨德里克斯等電吉他演奏家的影響，有時會使用一種被稱為「兇猛」或「火熱」的激進演奏風格。

## 樂器
五嶋演奏的是1722年史特拉第瓦里朱庇特，前古丁小提琴，自2013年12月起由日本音樂基金會借給他。在此之前，五嶋綠也曾演奏過這把小提琴。

## 個人生活
五嶋擁有空手道黑帶，並在哈佛大學獲得物理學位（2011年），他也是鳳凰城-SK俱樂部的成員。他還會彈吉他。除了古典音樂，他也喜歡爵士樂、流行音樂和電子音樂。

## 專輯
DVD：
- Ryu Goto, Brahms Violin Concerto in D Major Op.77 – May 2006
- Ryu Goto, Violin Recital 2006 – March 2007

CD/數位：
- Ryu – July 2005
- 'Ryu Goto, Violin Recital 2006  – January 2007
- Live in Suntory Hall 2004 – August 2007
- The Four Seasons – June 2009

## 外部連結
- 官方网站